# Rouffiac-d'Aude
 Rouffiac-d'Aude  es una población y comuna francesa, en la región de Languedoc-Rosellón, departamento de Aude, en el distrito de Carcasona y cantón de Montréal (Aude).

## Demografía
| 273 | 278 | 240 | 292 | 310 | 340 |
| Para los censos de 1962 a 1999 la población legal corresponde a la población sin duplicidades (Fuente: INSEE [Consultar]) |     |     |     |     |     |